# Zapiski Tine Gramontove
Ljubezenski roman Zapiski Tine Gramontove (COBISS) avtorja Vladimirja Levstika je začel nastajati leta 1917 v Pragi, izdan pa je bil leta 1919 pri založbi Omladina.  

## Zgodba
Tini je umrla mati, ko je imela 15 let. K sebi jo je vzela teta Berta, vdova, ki je imela svojo hčer Gino. Gina je bila visoka, nežna, plavolasa lepotica, Tina pa z velikim nosom in kuštravimi črnimi lasmi njeno čisto nasprotje, sestrični je zavidala njeno lepoto in ispeh pri moških. V njihovo meščansko hišo je zahajal mlad slikar Pavle Gorjanec, ki se je seveda zaljubil v Gino, vendar ga je ta s svojo hladno vzvišenostjo odbila. Ko se je ona končno zagrela zanj, je ni mogel več ljubiti. Tako se je Gorjanec zbližal s Tino in ji začel vzbujati optimizem za življenje. Tina je spoznala tudi učitelja Strnada, vendar ji je tega prevzela lepa sestrična. Ko je Gorjanec izrazil željo, da bi Tino naslikal, je ta predlagala, da ustvari njen akt. Tinino telo je Gorjanca prevzelo do te mere, da se je vanjo zaljubil. Gina se je zaročila s Strnadom, Tina pa je z Gorjancem zanosila in tako sta se obe poročili. Tina in Gorjanec sta po poroki odšla v Italijo, kjer se je rodil njun sinček. Domotožje ju je kmalu pripeljalo nazaj v domovino, rodilo se jima je še nekaj otrok, preselila sta se na deželo in tam srečno živela.    